# Quercus robusta
Espèce
Statut de conservation UICN

 DD  : Données insuffisantes
Quercus robusta est une espèce de plantes à fleurs de la famille des Fagaceae, du sous-genre Quercus et de la section Lobatae. C'est chêne endémique du Texas aux États-Unis.

## Publication originale
- (en) C. H. Mueller, « Some new oaks from Western Texas », Torreya; a Monthly Journal of Botanical Notes and News, vol. 34, no 5,‎ 1934, p. 119-122 (ISSN 0096-3844 et 2325-8063, JSTOR 40596959).